# Omiodes pandaralis
Omiodes pandaralis là một loài bướm đêm trong họ Crambidae.